# Heteroconger chapmani
Heteroconger chapmani är en fiskart som först beskrevs av Herre 1923.  Heteroconger chapmani ingår i släktet Heteroconger och familjen havsålar. Inga underarter finns listade i Catalogue of Life.